# Eucalyptus baueriana
Eucalyptus baueriana ist eine Pflanzenart innerhalb der Familie der Myrtengewächse (Myrtaceae). Sie kommt an der Küste und im nördlichen Tafelland von New South Wales sowie im Südosten und Süden von Victoria vor und wird dort „Blue Box“, „Green Box“, „Fuzzy Box“ oder „Round-leaved Box“ genannt.

## Beschreibung

### Erscheinungsbild und Blatt
Eucalyptus baueriana wächst als Baum, der Wuchshöhen von bis über 20 Meter erreicht. Die Borke verbleibt am gesamten Stamm und den größeren Ästen, ist grau mit weißen Flecken und fasrig-stückig. Am oberen Teil des Baumes ist sie glatt, grau und schält sich in kurzen Bändern. Die kleineren Zweige besitzen eine grüne Rinde. Öldrüsen gibt es weder im Mark der jungen Zweige noch in der Borke. Der Stammdurchmesser erreicht über 1 Meter.
Bei Eucalyptus baueriana liegt Heterophyllie vor. Die Laubblätter sind stets in Blattstiel und -spreite gegliedert. Der Blattstiel ist bei einer Länge von 15 bis 25 mm schmal abgeflacht oder kanalförmig. An jungen Exemplaren ist die Blattspreite kreisrund und matt grün. An mittelalten Exemplaren ist die Blattspreite bei einer Länge von etwa 10 cm und einer Breite von etwa 7,5 cm ebenfalls kreisrund, gerade, ganzrandig und matt grün. Die auf Ober- und Unterseite gleichfarbigseidenmatt-grünen Blattspreiten an erwachsenen Exemplaren sind bei einer Länge von 6 bis 9 cm und einer Breite von 2,5 bis 5,0 cm breit-lanzettlich oder eiförmig, relativ dünn, gerade, verjüngen sich zur Spreitenbasis hin oder sind zum Stiel hin gerundet und besitzen ein rundes oder gekerbtes oberes Ende. Die erhabenen Seitennerven gehen in einem spitzen Winkel in großen Abständen vom Mittelnerv ab. Die Keimblätter (Kotyledone) sind umgekehrt nierenförmig.

### Blütenstand und Blüte
Endständig an einem bei einer Länge von 5 bis 10 mm im Querschnitt stielrunden Blütenstandsschaft stehen in zusammengesetzten Gesamtblütenständen etwa siebenblütige Teilblütenstände. Die stielrunden Blütenstiele sind 2 bis 4 mm lang. Die nicht blaugrün bemehlten oder bereiften Blütenknospen sind bei einer Länge von 4 bis 6 mm und einem Durchmesser von 2 bis 3 mm keulen- bis kurz spindelförmig. Die Kelchblätter bilden eine Calyptra, die früh abfällt. Die glatte Calyptra ist konisch, kürzer als oder so lang wie der glatte Blütenbecher (Hypanthium) und schmaler als dieser. Die Blüten sind weiß oder cremeweiß. Die äußeren Staubblätter sind unfruchtbar.

### Frucht
Die gestielte Frucht ist bei einer Länge von 5 bis 7 mm und einem Durchmesser von 4 bis 6 mm konisch und drei- bis vierfächerig. Der Diskus ist eingedrückt, die Fruchtfächer sind eingeschlossen.

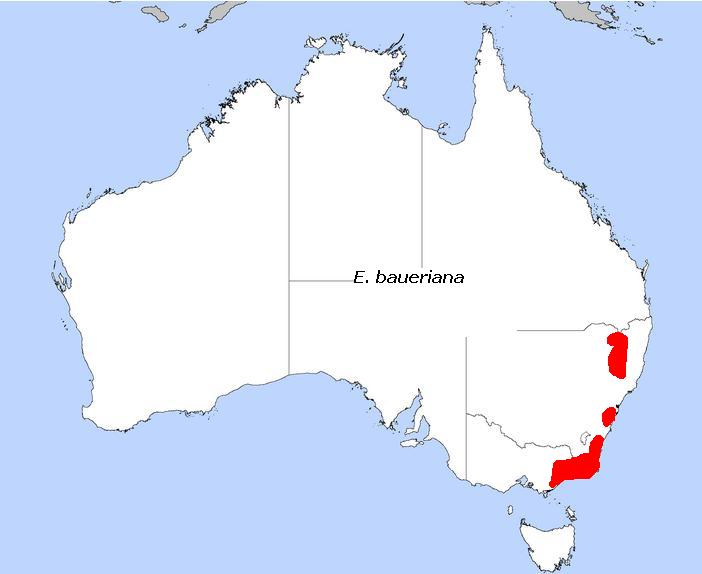
Verbreitungsgebiet

## Vorkommen
Das natürliche Verbreitungsgebiet von Eucalyptus baueriana sind der mittlere und südliche Abschnitt der Küste und das nördliche Tafelland von New South Wales sowie in Victoria das Mündungsgebiet des Snowy River und die Gegend um Melbourne.
Eucalyptus baueriana wächst örtlich häufig in lichtem Galeriewald auf alluvialen Böden entlang von Wasserläufen.

## Taxonomie
Die Erstbeschreibung von Eucalyptus baueriana erfolgte 1843 durch Johann Konrad Schauer im Repertorium botanices systematicae, Band 2 (5), S. 924. Das Typusmaterial weist die Beschriftung „In Nova Hollandia legit F. Bauer“ auf. Das Artepitheton baueriana weist auf den botanischen Zeichner Ferdinand Bauer (1760–1826) hin. Synonyme für Eucalyptus baueriana Schauer sind Eucalyptus fletcheri R.T.Baker, Eucalyptus magnificata L.A.S.Johnson & K.D.Hill und Eucalyptus baueriana Schauer var. baueriana.